# Albert Jacquot
Pour les articles homonymes, voir Jacquot.
Étienne Charles Albert Jacquot, né le 18 septembre 1853 à Nancy où il est mort le 26 août 1915, est un luthier et historien de l'art français, spécialiste des arts et de la lutherie de Lorraine. 

## Biographie
Albert Jacquot prend la suite de l'atelier de lutherie de son père à Nancy. En 1880, il se marie à Jeanne Allan, une petite-fille de la comédienne Louise Rosalie Allan-Despréaux. Il est aussi nommé délégué président de l'Association Taylor des artistes musiciens à Nancy. 
Membre de la Société d'archéologie lorraine (1882), il prend part à l'Exposition universelle de Paris de 1889 puis à celles de Moscou (1891) et de Bruxelles (1907). 
Membre du jury et rapporteur général pour l'Exposition universelle de 1900, il reçoit en 1903 le : Grand prix à l'Exposition d’Hanoï.

## Récompenses et distinctions
- 1880 : Palmes académiques
- 1888 : officier de l'Instruction publique
- 1900 : chevalier de l'ordre de Léopold de Belgique
- 1901 : chevalier de l'ordre de Sainte-Anne de Russie
- 1903 : chevalier de la Légion d'honneur

## Œuvres
- La Musique en Lorraine, étude rétrospective d'après les archives locales, 1882
- Anoblissement d'artistes lorrains, 1885
- Guide de l'art instrumental, dictionnaire pratique et raisonné des instruments de musique anciens et modernes, indiquant tout ce qui se rapporte aux différents types d'instruments en usage depuis l'époque la plus reculée jusqu'à nos jours, 1886
- Dictionnaire pratique et raisonné des instruments de musique anciens et modernes indiquant tout ce qui se rapporte aux divers types d'instruments en usage depuis l'époque la plus reculée jusqu'à nos jours. Orné de trente dessins, 1886
- Un Bas-Relief ignoré, 1889
- Les Graveurs lorrains, 1889
- Pierre Woeiriot. Les Wiriot-Woeiriot, orfèvres-graveurs lorrains, 1892
- Les Médard, luthiers lorrains, 1896
- Essai de lutherie décorative à l'Exposition universelle de Bruxelles, 1897
- Les Adam et les Michel et Clodion, 1898
- Charles Eisen, 1899
- Essai de répertoire des artistes lorrains, 1900
- Musée rétrospectif de la classe 17, 1900
- Peintres, peintres verriers, faïenciers, émailleurs, 1900
- Le mobilier, les objets d'art des châteaux du roi Stanislas, duc de Lorraine, 1907